# Albesa
Albesa település Spanyolországban, Lleida tartományban. Albesa Algerri, Alguaire, Menàrguens, Almenar, Castelló de Farfanya, Torrelameu és La Portella községekkel határos. Lakosainak száma 1584 fő (2024).

## Népesség
A település lakosságának változását az alábbi diagram mutatja:
| Lakosok száma | 156  | 1463 | 1586 | 1573 | 1457 | 1531 | 1613 | 1608 | 1556 | 1584 |
|               | 1717 | 1887 | 1936 | 1960 | 1986 | 2004 | 2009 | 2014 | 2019 | 2024 |